# 카보베르데의 국가
자유의 노래(포르투갈어: Cântico da Liberdade 칸티쿠 다 리베르다드[*])는 카보베르데의 국가로, 1996년에 채택되었다.
아밀카르 스펜세르 로페스가 작사하였으며, 아달베르토 이히노 타바레스 실바가 작곡하였다. 1975년부터 1996년까지는 현 기니비사우의 국가인 우리가 사랑하는 조국을 국가로 사용했다.

## 포르투갈어가사
후렴
Canta, irmão
Canta, meu irmão
Que a liberdade é hino
E o homem a certeza.
1절
Com dignidade, enterra a semente
No pó da ilha nua;
No despenhadeiro da vida
A esperança é do tamanho do mar
Que nos abraça,
Sentinela de mares e ventos
Perseverantes
Entre estrelas e o Atlântico
Entoa o cântico da liberdade.

## 한국어해석
후렴
형제를 노래하랴
우리의 형제를 노래하랴
자유가 곧 국가(國歌)요,
그리고 확실한 남자를.
1절
진심으로 씨앗을 심었네
벌거벗은 섬의 먼지에서
인생의 절벽에서
희망은 바다처럼 크다네
바다와 바람의 산호초는
우리를 꼭 껴안았다네
흔들리지 않는
별과 별 사이,
대서양이여
자유를 노래하랴